# نظرية المدينة الحدائقية

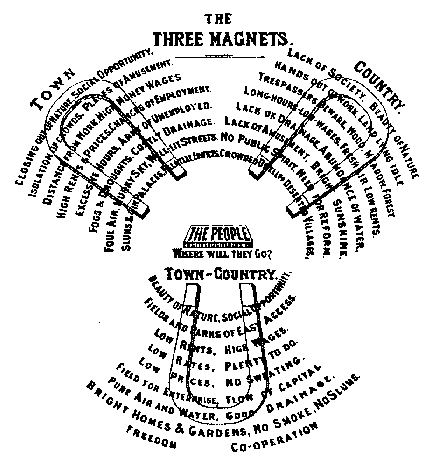
مخطط الثلاث مغناطيسات الذي صممه هاورد ليرد على السؤال: أين نذهب؟ والإيجابة كانت: المدينة، الريف أو المدينة الريفية

نظرية المدينة الحدائقية، أو حركة المدينة الحدائقية أو حركة المدينة الخضراء أو حركة الفيحاء (بالإنجليزية: Garden city movement) هي أسلوب تخطيط للمدن. طوّره السير إبنيزر هوارد في عام 1898م في المملكة المتحدة. وكان القصد إنشاء مدن بمجتمعات مكتفية ذاتيا تحيط بها "الأحزمة الخضراء"، أي الحدائق، التي تحتوي على صناعية سكنية وزراعية متناسقة.

## لمحة تاريخية

### التطورات الأولى
احتاج هوارد إلى المال لشراء أرض من أجل بناء مدينة حدائقية. فقرر الحصول على تمويل من «السادة أصحاب المناصب المسؤولة والنزاهة والشرف الواضحان». أسس جمعية غاردن سيتي (التي عُرفت لاحقًا باسم جمعية تخطيط المدن والريف أو تي سي بّي إيه)، والتي أنشأت شركة فيرست غاردن سيتي الخاصة المحدودة في عام 1899 لبناء مدينة ليتشوورث الحدائقية. كان يمكن أن يحصل هؤلاء المانحين على الفائدة على استثماراتهم إذا حققت المدينة الحدائقية أرباحًا عن طريق الإيجارات، أو عن طريق «المضاربة الخيرية على الأراضي»، كما يسمي فيشمان العملية. حاول هوارد ضم منظمات تعاونية للطبقة العاملة، التي ضمت أكثر من مليوني عضو، لكنه لم يستطع كسب دعمهم المالي. اضطر هوارد إلى تقديم تنازلات لخطته، لأنه اضطر إلى الاعتماد فقط على المستثمرين الأثرياء في شركة فيرست غاردن سيتي، مثل إلغاء مخطط الملكية التعاونية مع عدم وجود أصحاب العقارات، وزيادة الإيجارات قصيرة الأجل، وتوظيف مهندسين معماريين لم يوافقوا على خطط تصميمه الصارمة.
فاز ريمون أونوين، وهو مهندس معماري بارز ومُخطط مدينة، وشريكه باري باركر في عام 1904، بالمسابقة التي أدارتها شركة فيرست غاردن سيتي الخاصة المحدودة. لتخطيط منطقة ليتشورث، وهي منطقة تقع على بعد 34 ميل خارج لندن. خطط أونوين وباركر المدينة في وسط ملكية ليتشوورث مع حزام هوارد الأخضر الزراعي الكبير المحيط بالمدينة، وشاركا فكرة هوارد بأن الطبقة العاملة تستحق سكنًا أفضل وبأسعار معقولة. ولكن، تجاهل المهندسون المعماريون تصميم هوارد المتناظر، واستبدلوه بدلًا من ذلك بتصميم أكثر «عضوية».
جذبت ليتشوورث السكان ببطء لأنها كانت مقصد الشركات المصنعة بسبب الضرائب والإيجارات المنخفضة والمساحة الكبيرة فيها. ورغم الجهود التي بذلها هوارد، كان صعبًا أن تظل أسعار المنازل في هذه المدينة الحدائقية في متناول العمال ذوي الياقات الزرقاء للعيش فيها. تألف السكان غالبًا من عمال الطبقة الوسطى المهرة. وبعد عقد من الزمان، أصبحت شركة فيرست غاردن سيتي مربحة وبدأت تعطي أرباحًا للمستثمرين. رغم أن الكثيرين اعتبر ليتشوورث مشروعًا ناجحًا، لكنها لم تحفز الاستثمار الحكومي فوريًا لبناء المشروع التالي من المدن الحدائقية.
ذكر فريدريك جيمس أوسبورن، وهو زميل هوارد وخلفه في نهاية المطاف في جمعية غاردن سيتي، في إشارة إلى قلة الدعم الحكومي للمدن الحدائقية أن: «الطريقة الوحيدة لتحقيق أي شيء هو القيام بذلك بنفسك». اشترى هاورد أرضًا في ولوين، محبطًا على الأغلب، لاستضافة المدينة الحدائقية الثانية في عام 1919. كان الشراء في المزاد العلني، بأموال اقترضها هاورد بشكل يائس وناجح من الأصدقاء. وشُكلت شركة ولوين غاردن سيتي للإشراف على عملية الإنشاء. لكن لم تصبح ولوين مستقلة لأنها كانت تبعد 20 ميل فقط عن لندن.
ظلت ليتشوورث وولوين مدينتي الحدائق الوحيدتين في المملكة المتحدة حتى نهاية ثلاثينيات القرن العشرين. ولكن، نجحت الحركة في التأكيد على الحاجة إلى سياسات التخطيط الحضري التي أدت في النهاية إلى حركة المدينة الجديدة.

### المدن الحدائقية
نظم هوارد جمعية المدينة الحدائقية في عام 1899. بُنيت مدينتين حدائقيتين باستخدام أفكار هوارد هما: ليتشوورث غاردن سيتي وولوين غاردن سيتي، وكلاهما في مقاطعة هارتفوردشير في إنجلترا في المملكة المتحدة. خلف السير فريدريك أوزبورن هوارد كرئيس لجمعية المدينة الحدائقية، الذي وسع الحركة لتشمل التخطيط الإقليمي.
اعتُمد هذا المفهوم مرةً أخرى في المملكة المتحدة بعد الحرب العالمية الثانية، عندما حفزت قوانين المدن الجديدة تطوير العديد من المجتمعات الجديدة على أساس أفكار هوارد القائمة على المساواة.
كانت فكرة المدينة الحدائقية مؤثرة في البلدان الأخرى، بما فيها الولايات المتحدة. وتشمل الأمثلة على المدن الحدائقية ريزيدينس بارك في نيو روتشيل في نيويورك؛ وودبورن في بوسطن؛ ونيوبورت نيوز في قرية هيلتون في فرجينيا؛ وقرية تشاتام في بيتسبرغ؛ وغاردن سيتي في نيويورك (أُطلق اسم «غاردن سيتي» على المدينة التي صممها ستيوارت في لونغ آيلاند، والتي دُمجت عام 1869، وهي سابقة لحركة المدينة الحدائقية، التي تأسست بعد بضع سنوات في نهاية القرن التاسع عشر تقريبًا)؛ وسانيسايد في كوينز؛ وجاكسون هايتس في كوينز؛ وفورست هيلز غاردنز أيضًا في حي كوينز في نيويورك؛ ورادبرن في نيو جيرسي؛ وغرينبيلت في ولاية ماريلند؛ وباكنغهام في مقاطعة أرلنغتون في فيرجينيا؛ وحي ليك فيستا في نيو أورلينز؛ ونوريس في تينيسي؛ وبالدوين هيلز فيلج في لوس أنجلوس؛ وضواحي كليفلاند في بارما وشاكير هايتس.
تعد غرينديل في ويسكونسن واحدة من ثلاث مدن ذات «حزام أخضر» خطط لها بداية منذ عام 1935 تحت إشراف ريكسفورد غاي توغويل، رئيس إدارة إعادة التوطين في الولايات المتحدة، وتحت سلطة قانون اعتمادات الإغاثة في حالات الطوارئ. كانت غرينبيلت في ماريلند (بالقرب من واشنطن العاصمة) وغرينهيلز في أوهايو (بالقرب من سينسيناتي) هما المدينتان الأخريتان. لم توفر مدن الحزام الأخضر العمل والإسكان الميسور التكلفة فحسب، بل عملت أيضًا كمختبر لتجارب التخطيط الحضري المبتكر. صمم فريق عمل برئاسة جوزيف كرين، وإلبرت بيتس، وهاري بنتلي ووالتر س. توماس مخطط غرينديل بين عامي 1936 لموقع تألف سابقًا من 3400 فدان (14 كم مربع) من الأراضي الزراعية.
تعد بلدتا دون ميلز في أونتاريو (التي دمجت الآن في مدينة تورنتو) ووكرفيل (التي دمجت الآن في مدينة وندسور) في كندا، مدن حدائقية جزئيًا بالإضافة إلى ضاحية مونت رويال في مونتريال. يعتبر موقع بويل ريفر التاريخي في كولومبيا البريطانية ومقاطعة هايدروستون في هاليفاكس، ونوفا سكوشا مواقع تاريخية وطنية لكندا، بنيت اعتمادًا علي حركة المدن الحدائقية. تعد لا سيتي-جاردان دو تريسنتينير في مونتريال، شكلًا كلاسيكيًا للمدن الحدائقية تقع بالقرب من ملعب مونتريال الأولمبي. تعد جميع الشوارع مسدودة وتتصل عبر ممرات المشاة بحديقة المجتمع.
يوجد في بيرو تقليد عريق في التصميم الحضري أعيد إدخاله في التصميم المعماري مؤخرًا. في عام 1966، بُنيت مدينة «ريزيدينشيال سان فيليب» في منطقة خيسوس ماريا في ليما باستخدام نظرية المدينة الحدائقية.
خُطط لعدة أحياء لتكون مدن حدائقية في ساو باولو في البرازيل، مثل جارديم أميريكا، وجارديم يوروبا، وألتو دا لابا، وألتو دي بينهيروس، وجارديم دا ساودي، وسيداجي جارديم (أي مدينة حدائقية بالبرتغالية). وتعد غويانيا، عاصمة ولاية غوياس، ومارينغا أمثلة على المدن الحدائقية أيضًا.

## التصميم
فكر إبنزر هوارد في تصميم مدينة خالية من المشاكل تقدم لسكانها الخدمات والراحة إذ كان الاعتقاد السائد أنه لا يوجد في مجال المدن أو القرى إلا أحد احتمالين : الاحتمال الأول هو المدينة بكل مقوماتها وأنشطتها التجارية والصناعية والسكنية وكثافتها السكانية وحياتها الاجتماعية المفككة. والاحتمال الثاني هو الريف بمقوماته الطبيعية وما فيه من هدوء وجمال الطبيعة ونقاء الطقس وترابط الحياة الاجتماعية إلا أنه بعيد عن معظم الخدمات. رأى هوارد احتمالا ثالثا وهو مزج المدينة والريف في ما سماه المدينة الحدائقية التي تتتخلص من سلبيات كل من الاحتمالين الأولين. وكانت الدافع لهذه الفكرة هي التصاميم التي فرضتها الثورة الصناعية آنذاك على العمران الأوروبي والأمريكي من توسع مفرط وتلوث بيئي. فاقترح تخطيط كل مدينة لتمثل مجتمعا متكاملا اجتماعيا واقتصاديا وثقافيا، وان يتوفر لسكانها الخدمات الأساسية وأن تكون الأرض ملكية عامة لجميع السكان بدون تخصيصها لأفراد. وأطلق على هذه الفكرة العديد من الأسماء بمثل المدينة الريفية أو الحياة السليمة أو مدينة الغد لحدائقية.
تصورهوارد المدينة الحدائقية بشكل دائري يتخللها أحزمة خضراء وتتكون من مركز يتجمع حوله المباني ثم تنطلق من المركز 6 شوارع إشعاعية تفصل المدينة إلى 6 أجزاء مخروطية. والمركز مبني على مساحة 10000 دونم، توجد فيه المباني العامة ومجلس المدينة وقاعة الموسيقى وبيوت الثقافة والمسرح والمكتبة العامة والمتحف وقاعة الرياضة والمستشفى.

## مخططات المدينة الحدائقية

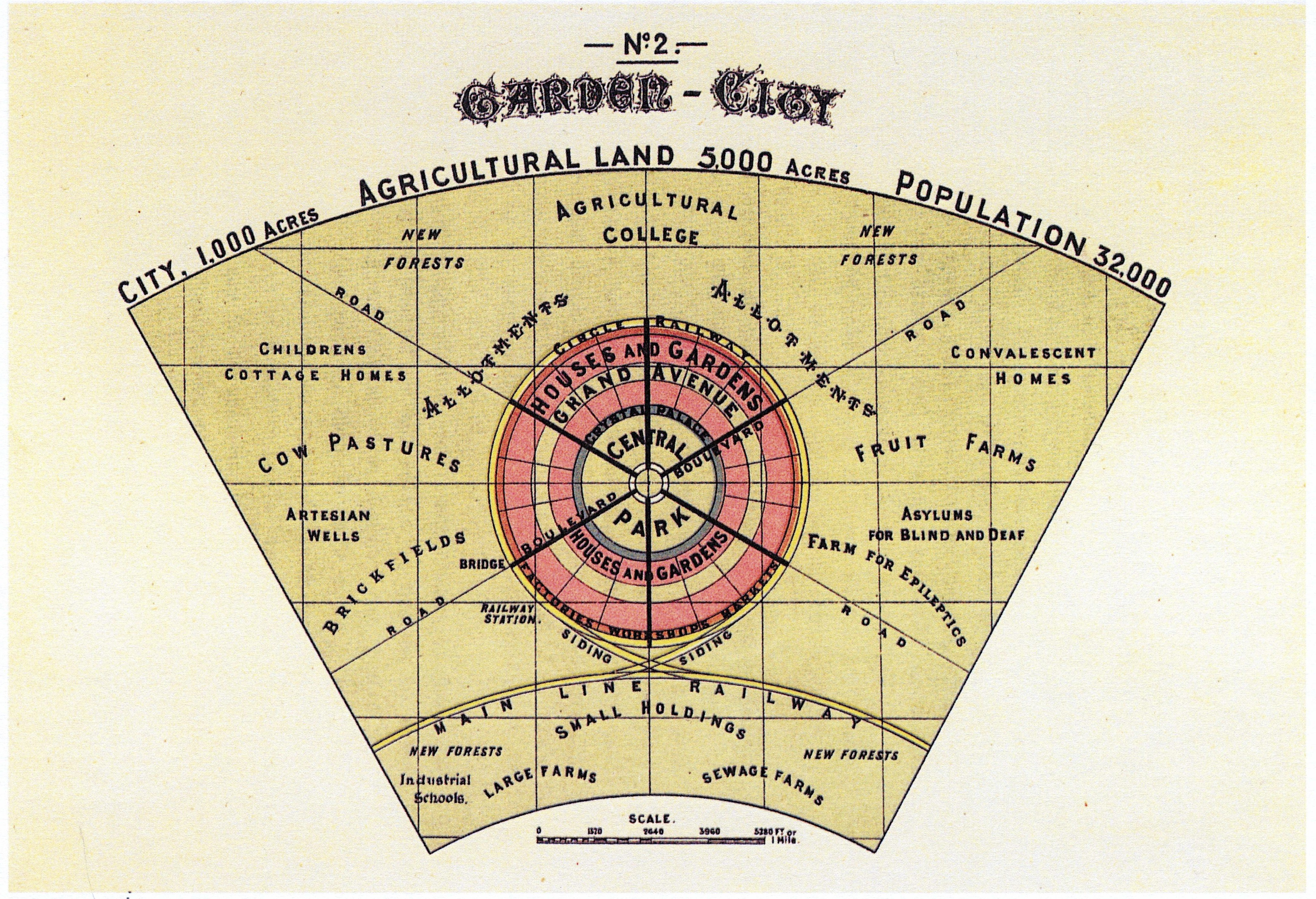
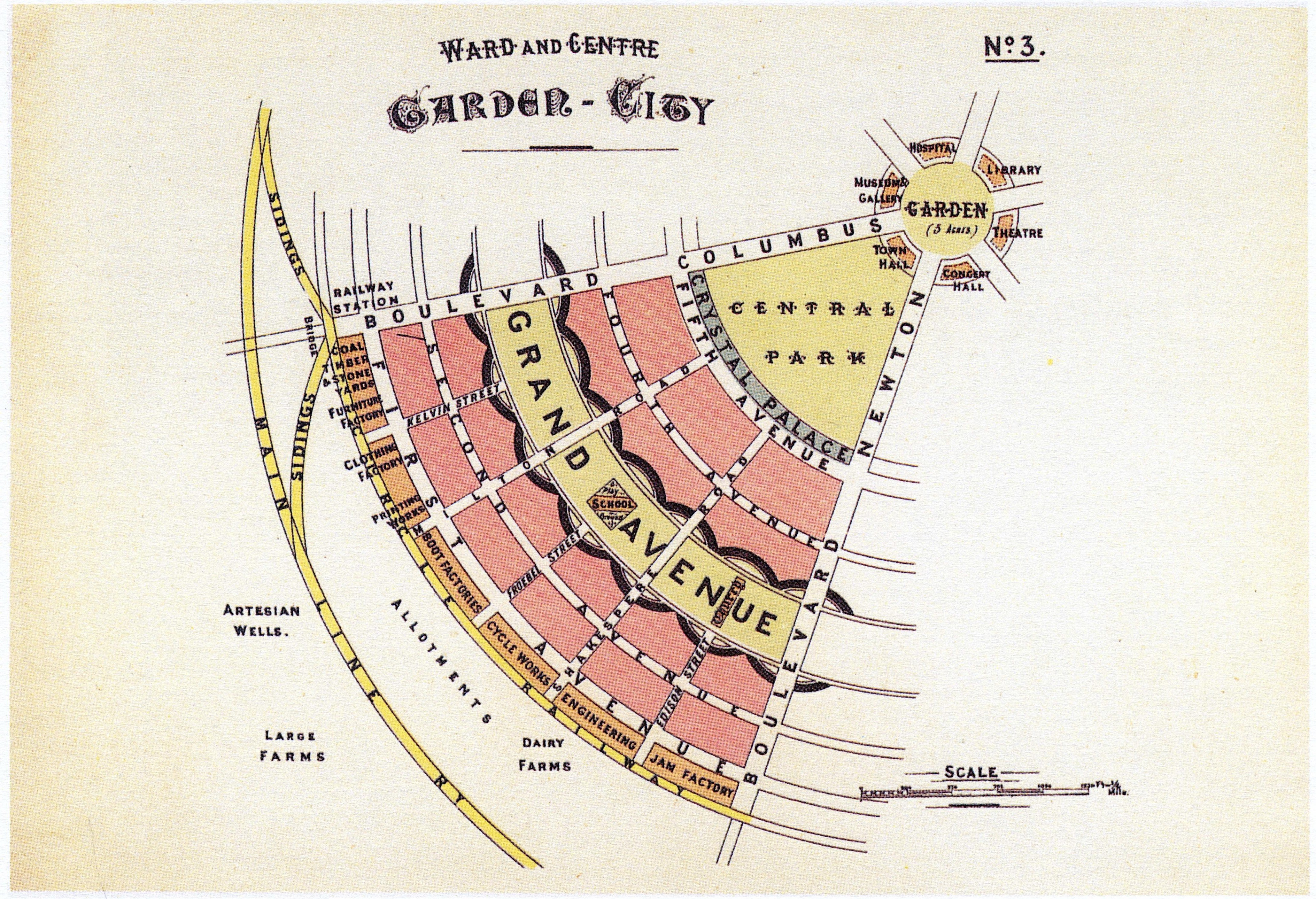
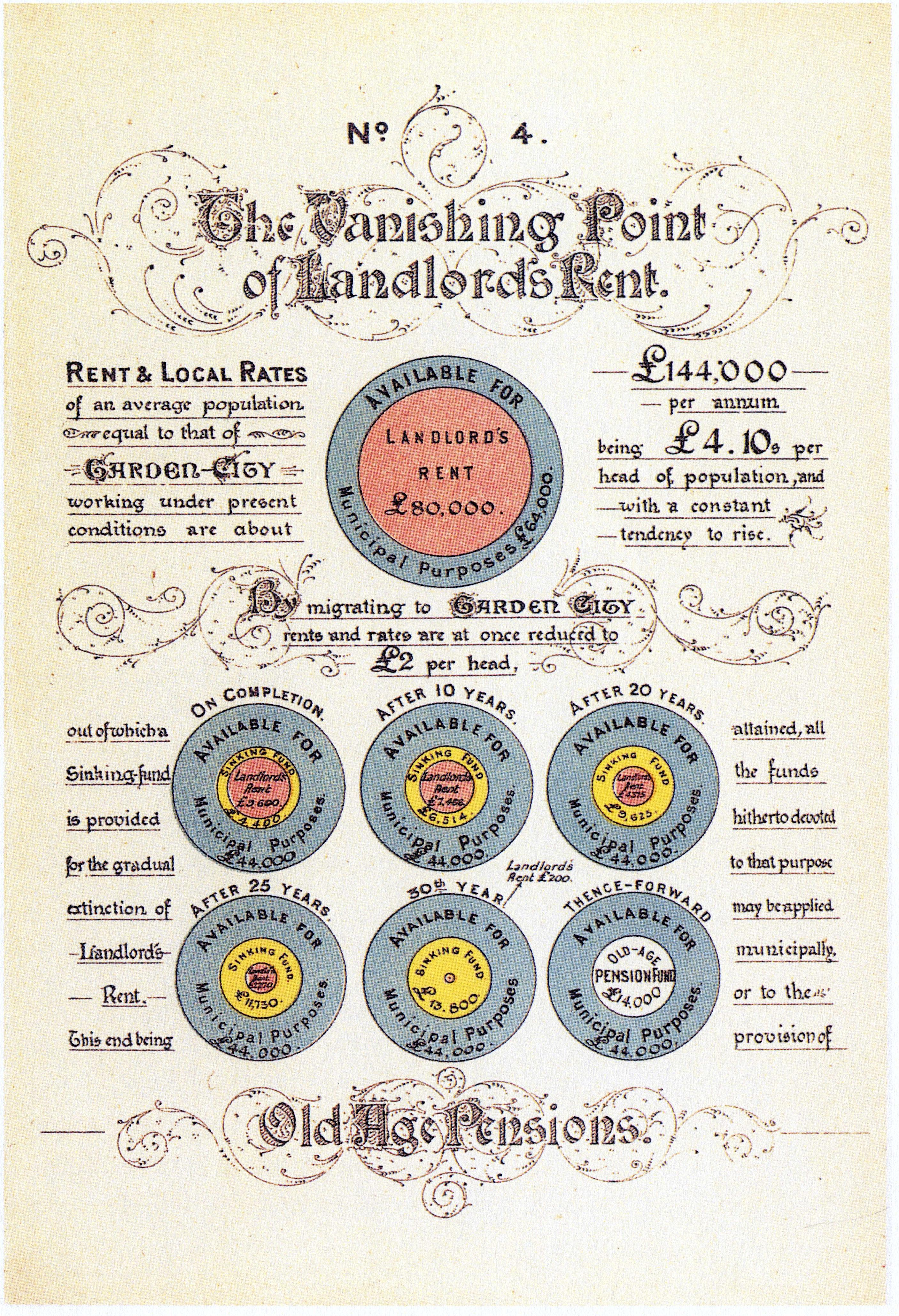
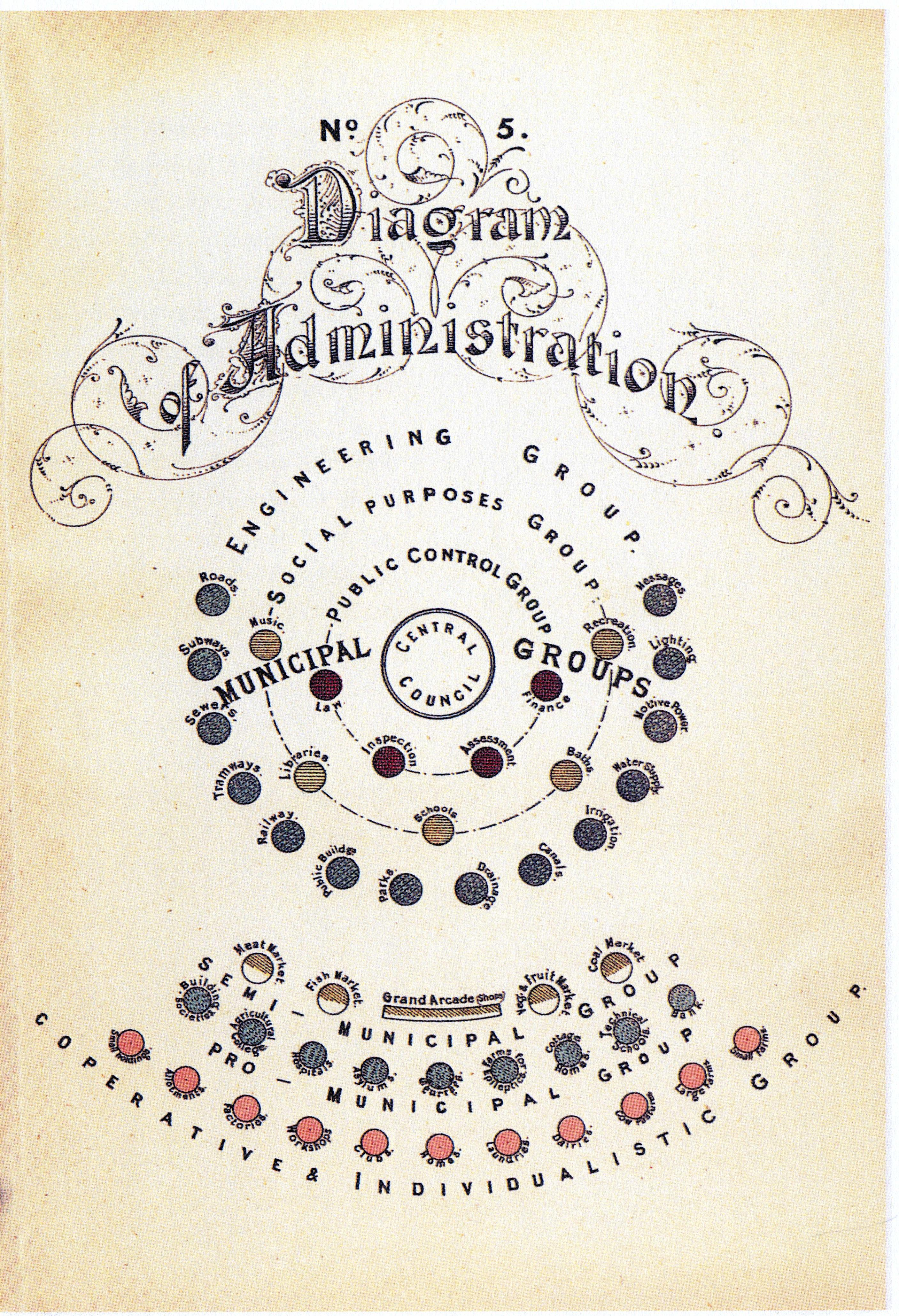
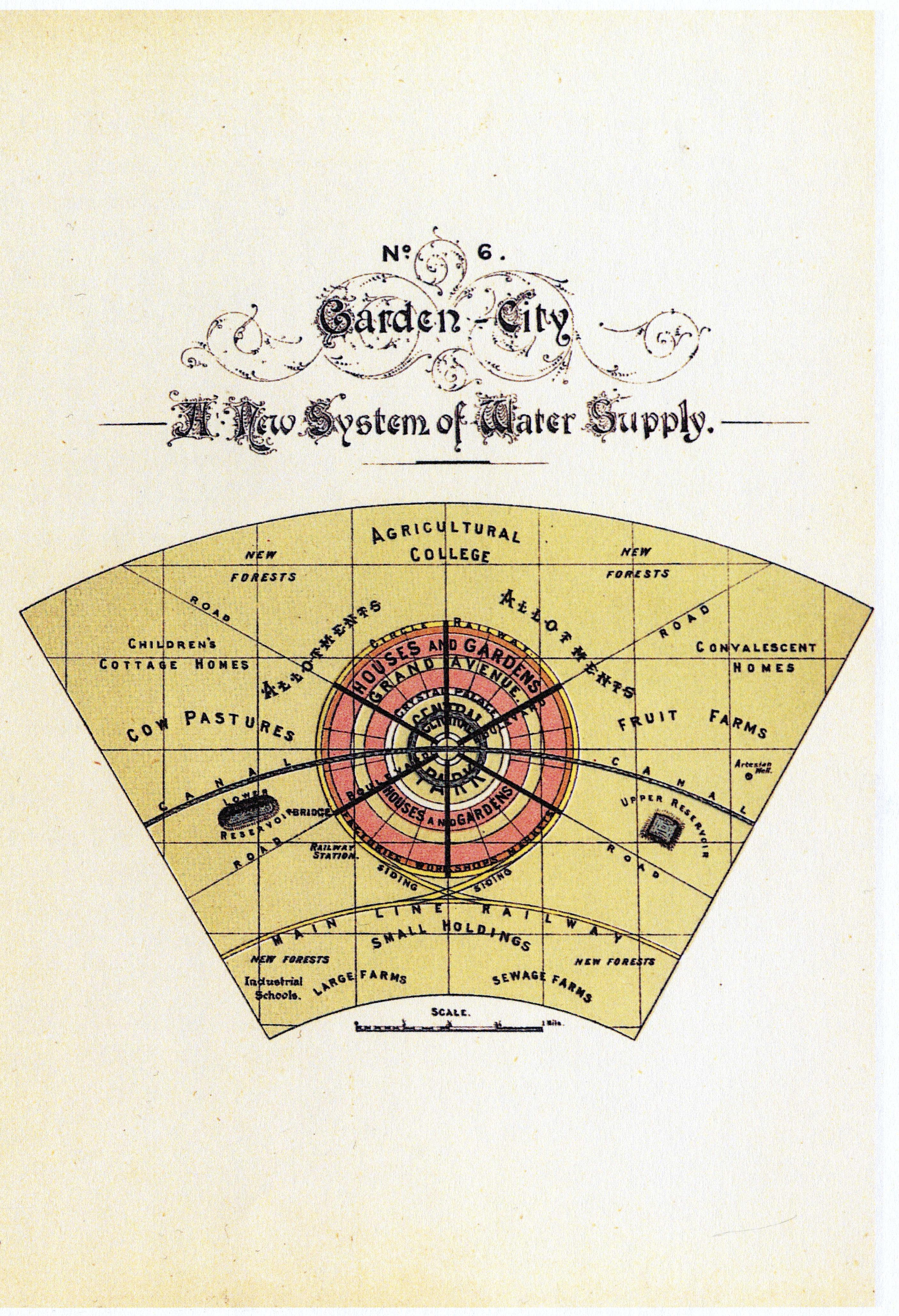
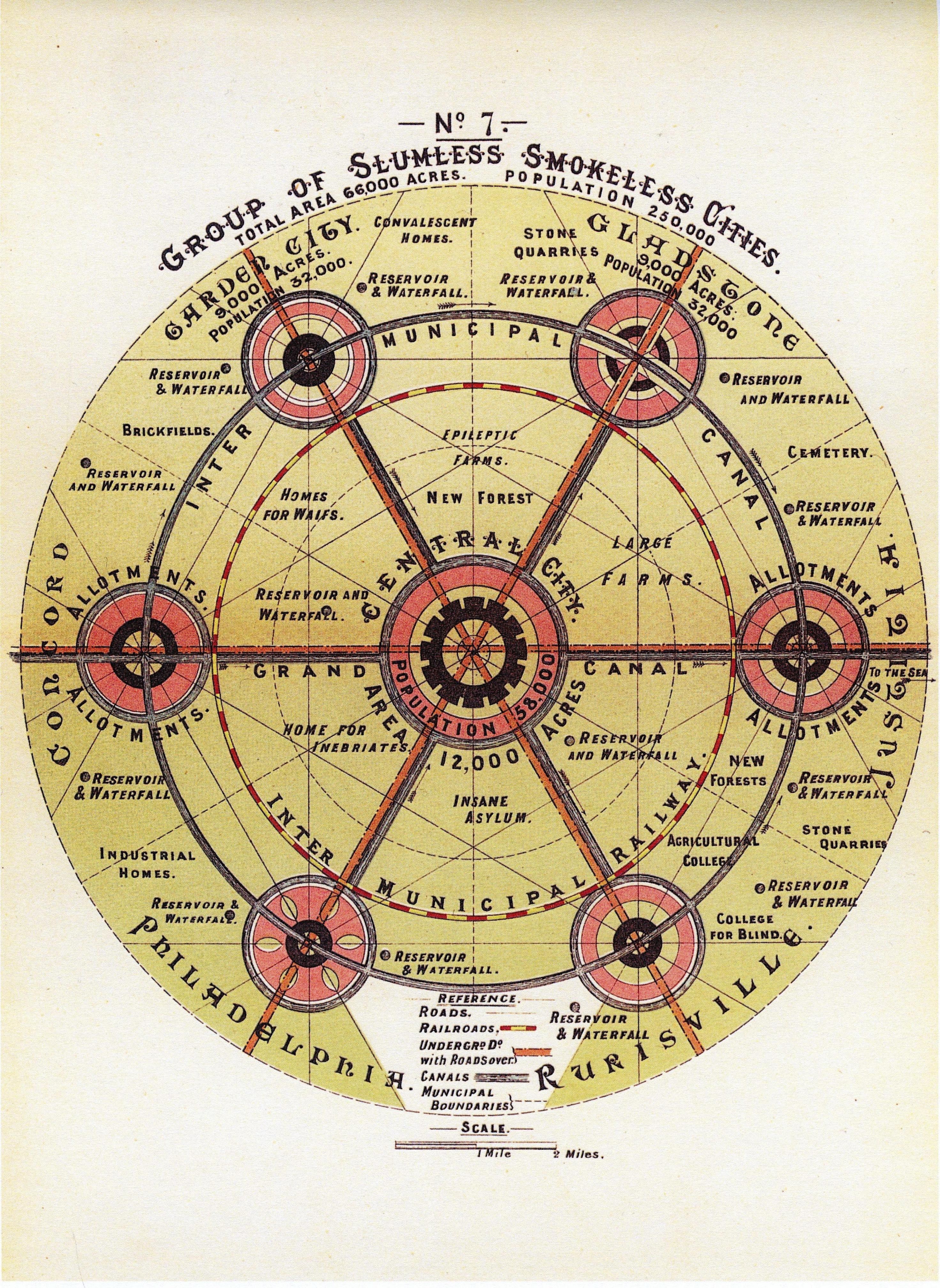

## أنظر أيضاً
- التصميم الحيوي